# Aeroportul Ängelholm-Helsingborg
Aeroportul Ängelholm-Helsingborg (IATA: AGH, ICAO: ESTA) este un aeroport din Comuna Ängelholm, Skåne län, Suedia ce deservește zona Ängelholm. Aeroportul a fost tranzitat în 2022 de 191.815 pasageri. A fost deschis în 1960 și numit după zona deservită.
Situat la o altitudine de 21 m, aeroportul dispune de 2 piste.

## Infrastructură

### Piste
Aeroportul dispune de 2 piste. Pista are orientarea 14/32.Pista are orientarea 04/22.